# Grimpoteuthis
Grimpoteuthis es un género de moluscos cefalópodos de la familia Opisthoteuthidae, denominados popularmente «pulpos Dumbo» por sus aletas semejantes a orejas, que se proyectan sobre sus «cabezas» (cuerpos), pareciendo las orejas del elefante volador de Walt Disney. Son animales bentónicos, que viven en extremas profundidades marinas.
Son uno de los géneros de pulpos más raros. Los especímenes más grandes alcanzan los 20 cm, poco se sabe de sus hábitos. La mayoría de los especímenes de Grimpoteuthis wuelkeri se han hallado entre los 1600 y los 2200 m de profundidad. Modernos batiscafos han encontrado especies de estos pulpos a 5000 m bajo la superficie.

## Historia y descubrimiento
Este animal fue descubierto por científicos de la Ocean Exploration Trust mientras hacían una inmersión para investigar un volcán submarino en las profundidades de las costas de California. Hay algunos sitios web que afirman que este pulpo fue descubierto por otra persona en 1920. Cuando estos científicos publicaron en Twitter las fotografías de estos cefalópodos, las cadenas de televisión empezaron a difundir noticias sobre su descubrimiento por todo el territorio estadounidense.

## Descripción y características

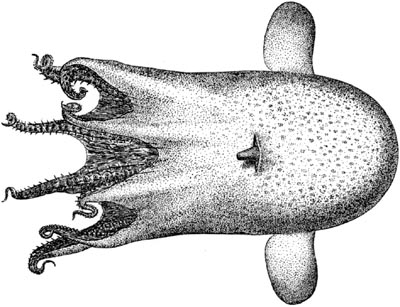
Sus «orejas» se asemejan a las del elefante volador de Disney.

El pulpo Dumbo posee ocho tentáculos con 60 a 70 ventosas cada uno. El patrón de distribución de las mismas distinguen si son macho o hembra. Miden solo 20 cm de largo, aunque se encontró uno de 1,8 m, y pesa aproximadamente 13 kilos. Su cuerpo es gelatinoso y suave para lograr sobrevivir a la presión de las profundidades y posee unas aletas semejantes a orejas en la parte superior del cuerpo.

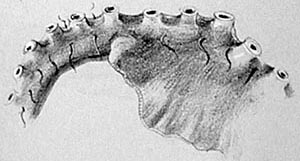
Sus ventosas poseen unos hilos que lo ayudan a detectar el peligro.

Entre sus tentáculos hay ligamentos que los unen formando un paraguas que le sirve como timón en su desplazamiento, mientras que las aletas sirven para impulsarse. En sus ventosas podemos ver unos pequeños hilos que lo ayudan a sentir las vibraciones del ambiente. Estos hilos le facilitan el saber donde hay comida o si algún peligro lo acecha. Aunque carece de espinas para cazar como otros pulpos.
Hay 18 especies descubiertas hasta el momento. Cada una de estas es de diversos colores (rojo, blanco, marrón, rosa), tamaños y formas. Además sus aletas pueden ser de un color diferente, mientras su cuerpo lo cambia para camuflarse. Los ojos del pulpo cubren un tercio del diámetro de su manto, pero su uso es limitado en la oscuridad. Incluso hay algunas especies que solo distinguen movimiento, luz y oscuridad.

## Distribución y hábitat
Los pulpos Dumbos viven en todos los océanos y las distintas especies se han adaptado a diferentes hábitats marinos, pero en especial en aguas más frías.
Estos cefalópodos viven en llanuras abisales a profundidades entre 400 m y 7000 m de profundidad. Las especies se han encontrado en las costas de Nueva Zelanda, Australia, California, Oregón, Filipinas, Nueva Guinea, Massachussets y Argentina.
En raras ocasiones se los ha encontrado en bajamar a la luz del día. Pueden sobrevivir un tiempo fuera del agua, pero normalmente estos seres viven en las profundidades en donde no llega la luz del sol.

## Ecología

### Alimentación
El pulpo Dumbo es carnívoro. Se sitúa por encima de su presa y la devora íntegramente. Se alimenta de gusanos marinos, moluscos y crustáceos que viven en los venteos de aguas termales en las profundidades del océano.

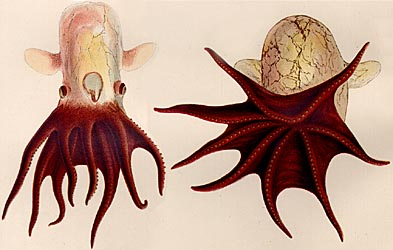
Sus tentáculos están unidos por unos ligamentos, dándole la forma de un paraguas.

Las bocas de estos animales son muy diferentes a la de sus parientes, los pulpos comunes. Los pulpos comunes poseen una especie de pico que destroza a los animales para engullirlos, a diferencia del Dumbo que ensancha su boca o pico para engullir las piezas enteras y digerirlas en su interior.

### Reproducción
Los pulpos Dumbo se reproducen de una manera condicionada por su medio ambiente, debido a que viven en las profundidades, no son afectados por los períodos estacionales.
Uno de sus brazos tiene una protuberancia por la cual expulsan los espermatozoides en el manto de la hembra. Ella mantiene guardado dicho esperma para cuando se encuentre en período fértil y así pueda depositar los huevos. De acuerdo al estudio de hembras muertas capturadas por los científicos se sabe que la hembra produce huevos en diferentes edades madurativas.
Ponen los huevos en grietas o detrás de las roca y, una vez nacidos los jóvenes octópodos deberán valerse por sí mismos para sobrevivir.

## Especies
Comprende las siguientes especies:
- Grimpoteuthis abyssicola O'Shea, 1999
- Grimpoteuthis bathynectes Voss & Pearcy, 1990
- Grimpoteuthis boylei Collins, 2003
- Grimpoteuthis challengeri Collins, 2003
- Grimpoteuthis discoveryi Collins, 2003
- Grimpoteuthis hippocrepium (Hoyle, 1904)
- Grimpoteuthis innominata (O'Shea, 1999)
- Grimpoteuthis meangensis (Hoyle, 1885)
- Grimpoteuthis megaptera (Verrill, 1885)
- Grimpoteuthis pacifica (Hoyle, 1885)
- Grimpoteuthis plena (Verrill, 1885)
- Grimpoteuthis tuftsi Voss & Pearcy, 1990
- Grimpoteuthis umbellata (P. Fischer, 1884)
- Grimpoteuthis wuelkeri (Grimpe, 1920)
- Grimpoteuthis imperator (Ziegler & Sagorny, 2021)[5]

Algunas especies formalmente puestas en este género fueron movidas a otro género de los Opisthoteuthidae.